# Vintlerstraße

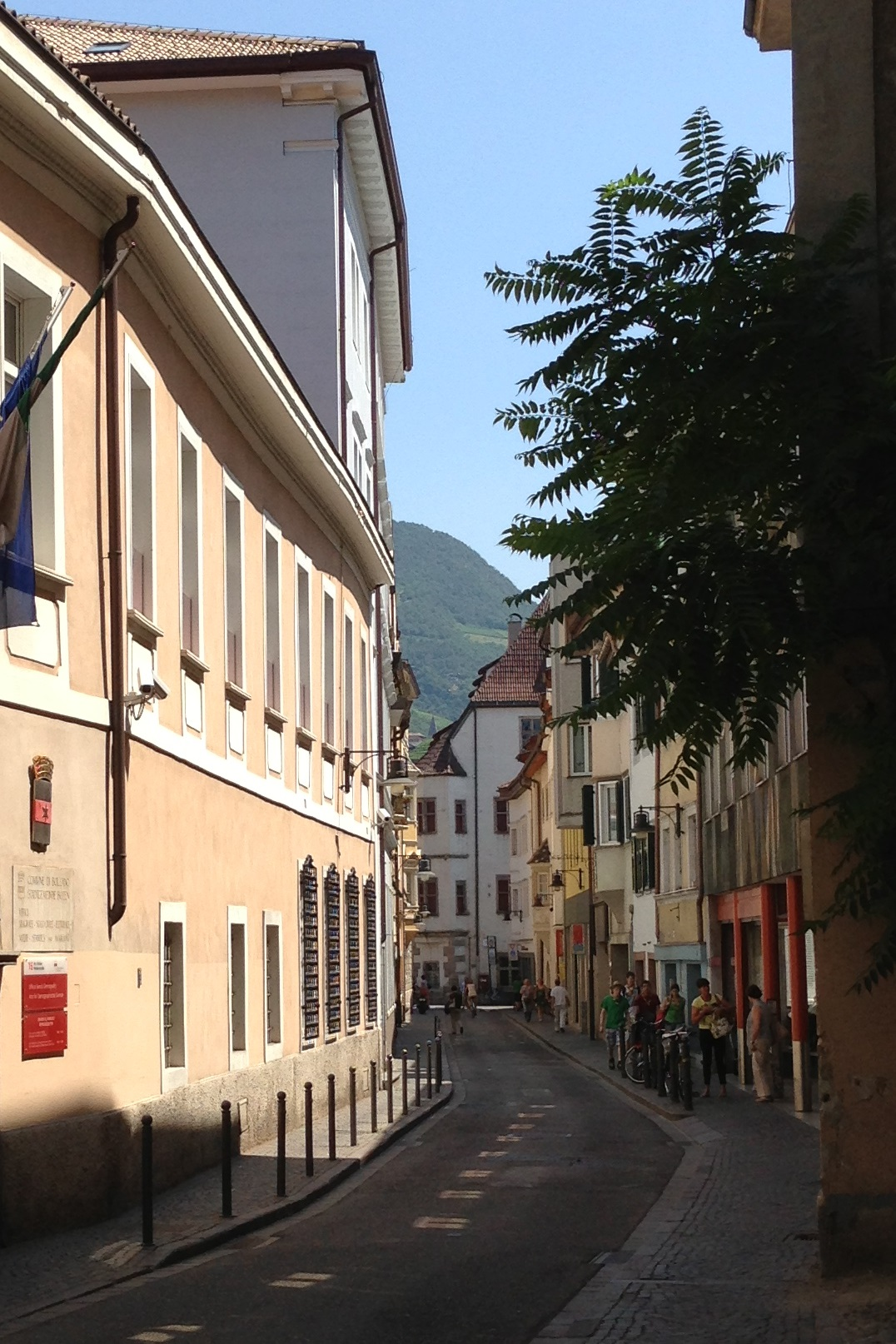
Blick nach Osten zum Maximilianischen Amtshaus

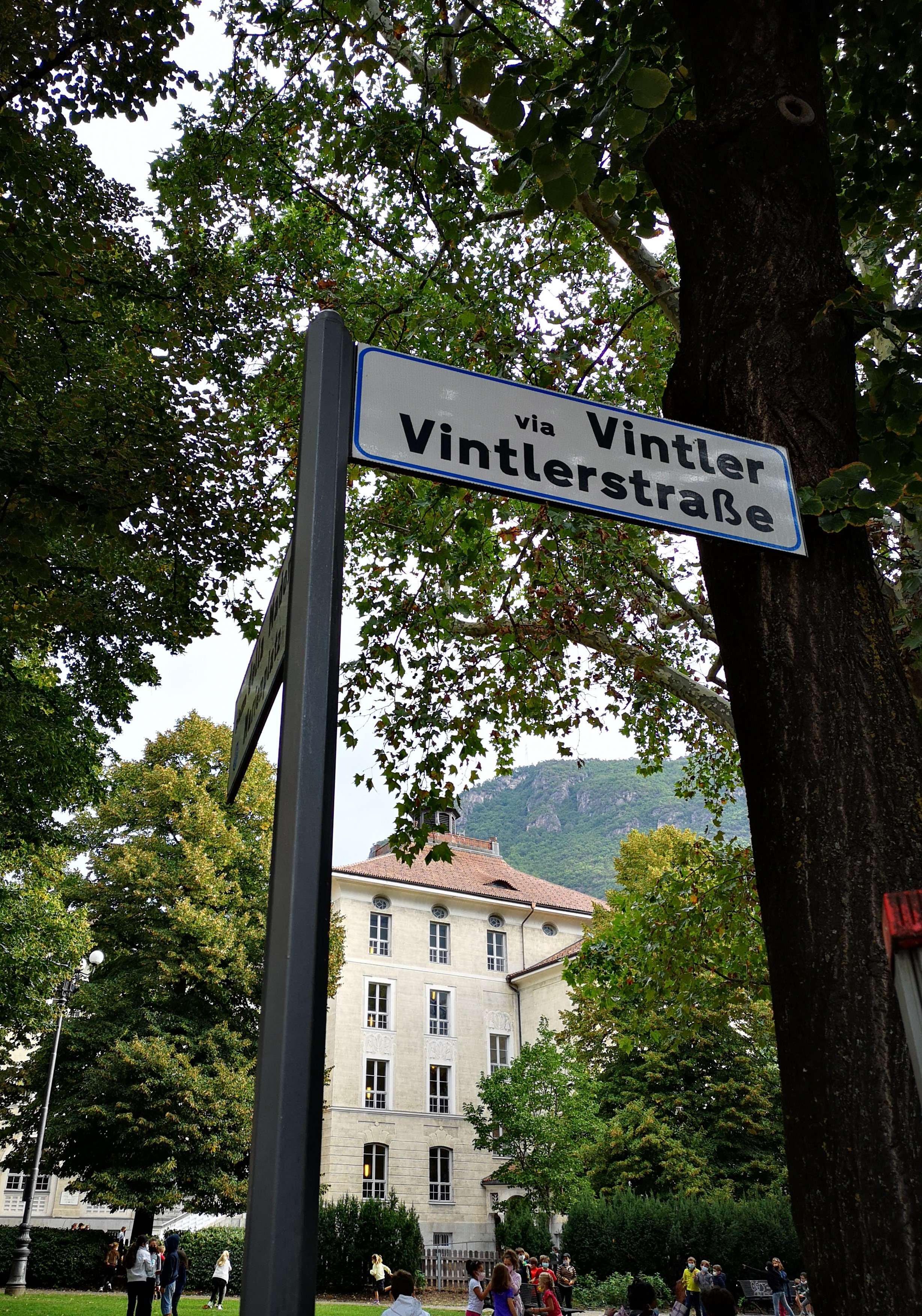
Zweisprachiges Straßenschild der Vintlerstraße vor dem Marienpark der Goetheschule

Die Vintlerstraße (italienisch Via Vintler, ehemals hinterer Graben, Hintergasse und hintere Gasse) ist eine Straße im Norden der Altstadt von Bozen. Sie ist nach der Familie Vintler bzw. deren bedeutendstem Angehörigen Nikolaus Vintler benannt.

## Geschichte
Um 1170/80 wurde die planmäßig angelegte Marktsiedlung Bozen gegründet, die aus der heutigen Laubengasse und dem heutigen Kornplatz bestand. Daran schlossen sich bereits ab 1200 Stadterweiterungen an, die zur Anlage weiterer Gassen führten (heute: Silbergasse, Dr.-Streiter-Gasse, Obstplatz).
Um 1210 gründeten die Brüder Albero und Bertold, Herren von Wangen, auf ihrem Grund im Osten und Nordosten des bischöflichen Marktes eine eigene Vorstadt. Da ihr Bruder Friedrich von Wangen damals Bischof von Trient war, konnten sie sich für die neue Vorstadt die niedere Gerichtsbarkeit sichern. Auf dem Gebiet dieser neuen Vorstadt wurde um 1215 die Vintlerstraße, zusammen mit der heutigen Bindergasse und der östlichen Häuserfront der heutigen Weintraubengasse, angelegt.
Die Vintlerstraße wurde ursprünglich hintere Gasse und später Hintergasse genannt. 1901 erfolgte die Umbenennung in Vintlerstraße.

## Gebäude

### Franziskanergymnasium

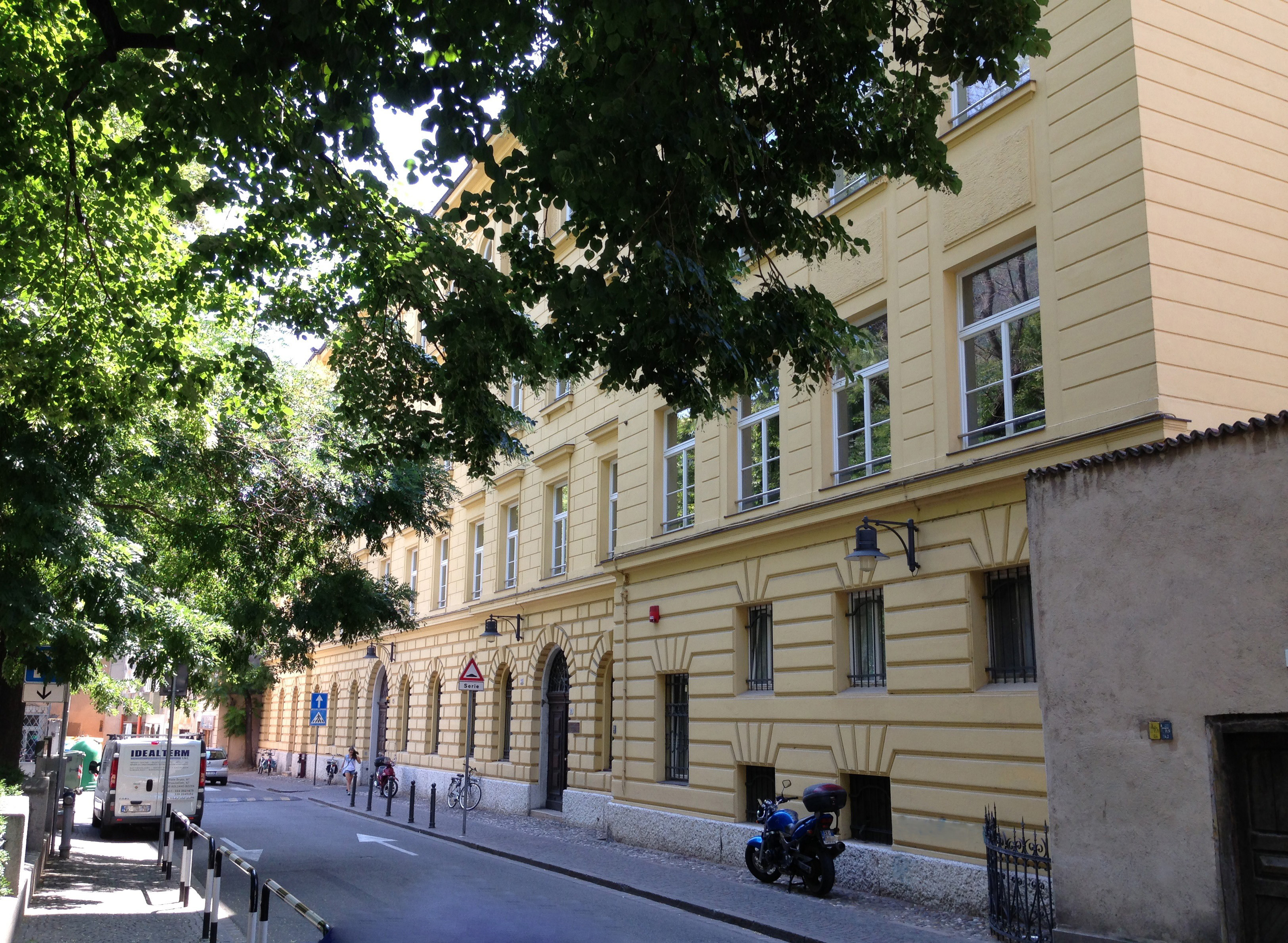
Franziskanergymnasium

Im Westen der Vintlerstraße befindet sich das 1780 gegründete Franziskanergymnasium, das an das Franziskanerkloster anschließt. Das Schulgebäude wurde 1882 unter dem Direktor und Naturforscher P. Vinzenz Maria Gredler nach einem Entwurf des Bozner Stadtbaumeisters Sebastian Altmann gebaut.

### Goetheschule
Gegenüber vom Franziskanerkloster befindet sich die Goetheschule, eine Grundschule mit deutscher Unterrichtssprache. Sie wurde 1908 als Volksschule für Mädchen und Bürgerschule gebaut und zu Ehren des 60. Regierungsjubiläums des österreichischen Kaisers Kaiser-Franz-Joseph-Schule getauft. Der Schulbetrieb wurde am 14. November 1908 aufgenommen. Vor dem Eingang der Schule liegt der Marienpark mit der Mariensäule, die 1909 im Gedenken an die Jahre der Cholera in Bozen (1836–1854) errichtet wurde.

### Ehemalige Turnhalle

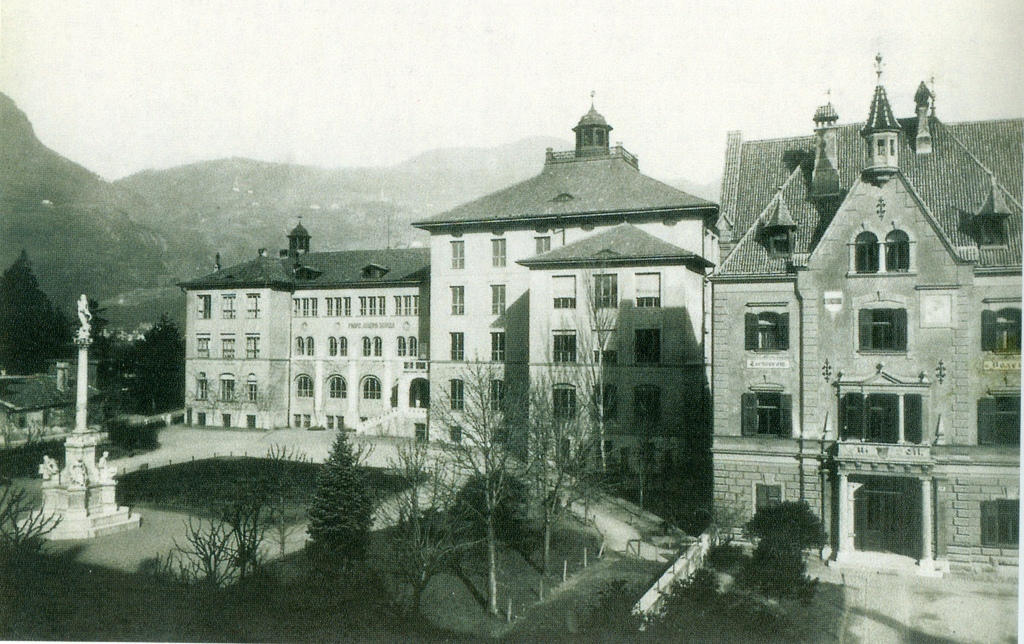
Die Kaiser-Franz-Joseph-Schule, daneben die Turnhalle des Bozner Turnvereins (Aufnahme um 1910)

Neben der Goetheschule befand sich die 1893 gebaute Turnhalle des Turnverein Bozen 1862, die 1919 vom Bozner Künstler Rudolf Stolz mit einem mehrteiligen Wandgemälde ausgeschmückt wurde, das vier Szenen aus dem Nibelungenlied darstellte: Einzug Siegfrieds in Worms, Donaufahrt der Nibelungen, Gastmahl zu Pöchlarn und Kampf um Etzels Burg. Die Turnhalle wurde nach der Annexion Südtirols an Italien der faschistischen Jugendorganisation Balilla überlassen und im „stile dell'impero“ umgebaut. Der Nibelungenzyklus wurde dabei zerstört.
Später befand sich ein italienischer Kindergarten (Girasole) darin.

### Melde- und Standesamt
Im Haus Nr. 16 befindet sich das städtische Melde- und Standesamt. Bis 1930 beherbergte das denkmalgeschützte Gebäude eine Handelsschule.

### Kofler-Stiftung
Das Haus Nr. 12/14 gehört der nach Wilhelmine Kofler benannten Stiftung, die hier ein Mädchenheim betreibt. Der früher von der Stiftung betriebene Kindergarten ist seit dem Umbau in den 2000ern an die Gemeinde übergeben worden.

### Ehemaliges Haus von Hans Piffrader

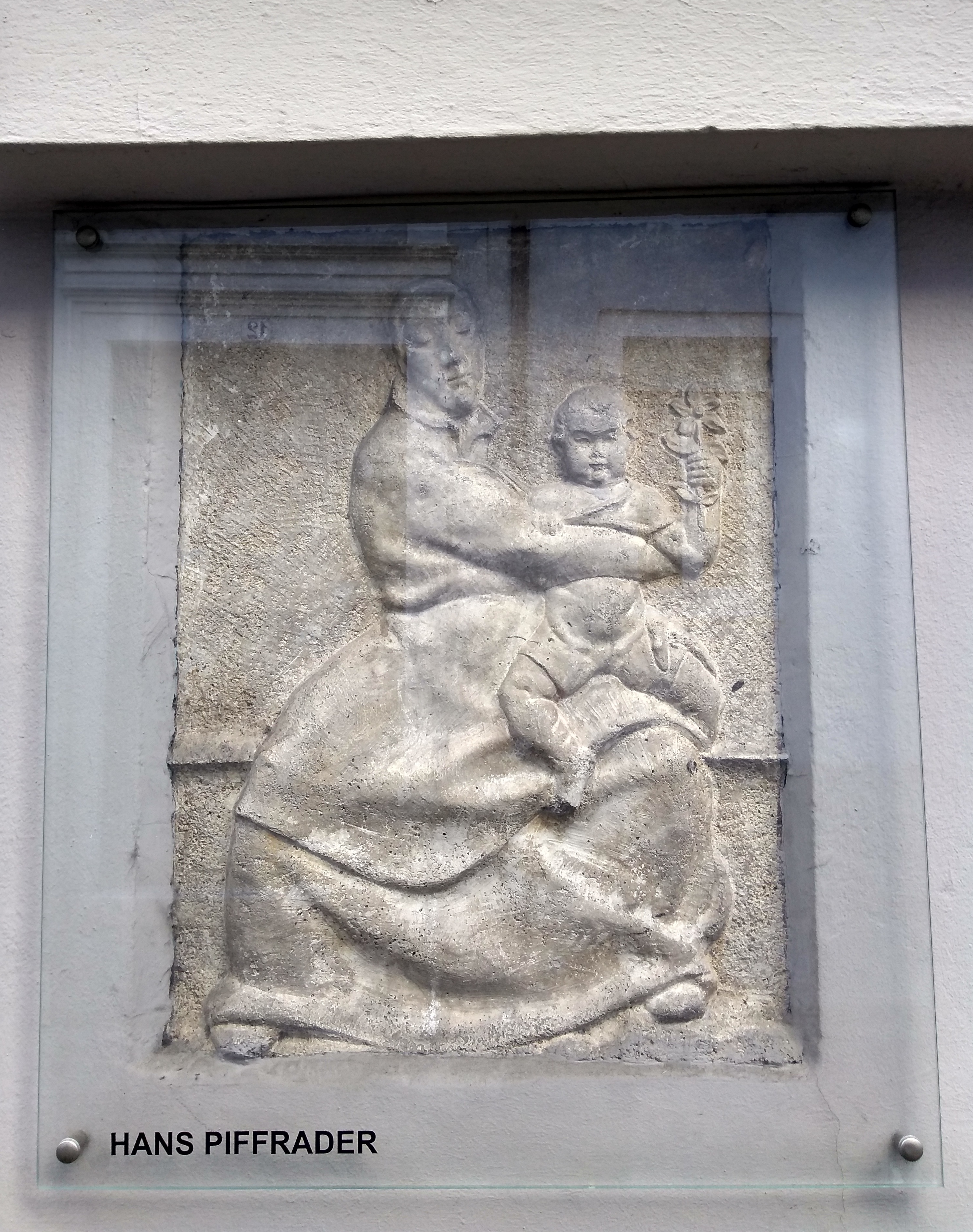
Relief von Hans Piffrader

Der expressionistische Bildhauer und Grafiker Hans Piffrader ließ sich 1931 in Bozen nieder, wo er das Haus Nr. 13 in der Vintlerstraße kaufte. Das unscheinbare Gebäude weist an der Straßenseite ein kleines Relief des Künstlers auf.

### St.-Afra-Haus
An der Ecke zur Bindergasse steht das St.-Afra-Haus, vormals das Bozner Gefängnis. Eine Gedenktafel erinnert an die berühmtesten Gefangenen:

„Dieses Haus, bei dem einst das Vintlertor stand, früher Eigentum des Bistums Augsburg und nach der Augsburger Patronin St. Afra genannt, beherbergte als Gefangene Andreas Hofer im Jänner und den Mahrwirt Peter Mayr im Feber 1810“

Im Zweiten Weltkrieg wurde das Haus fast vollständig zerstört, nur die Keller blieben erhalten. Heute sind im wieder aufgebauten St.-Afra-Haus Wohnungen für autonome Senioren untergebracht.

### Ansitz Schrofenstein

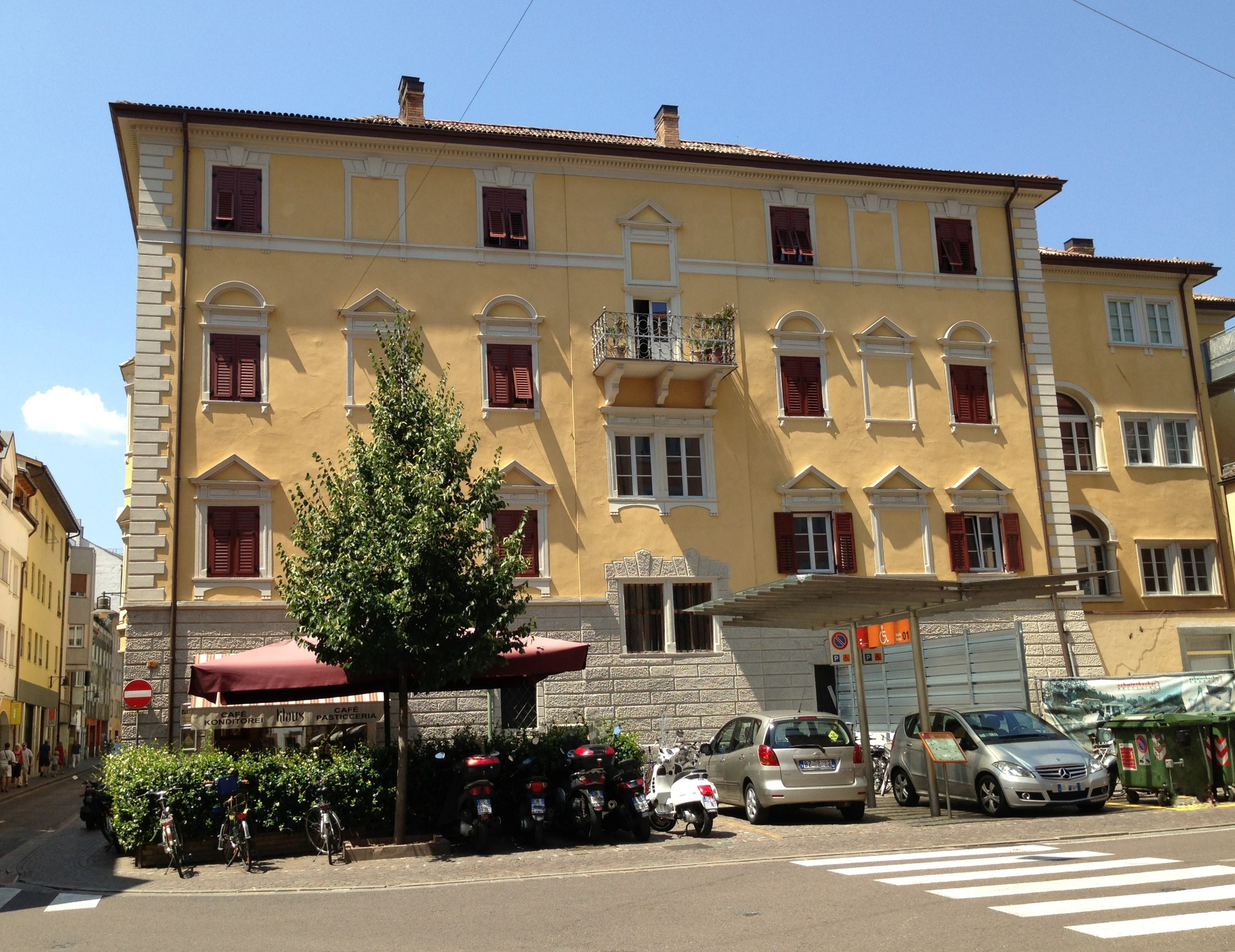
Ansitz Schrofenstein

Den östlichen Abschluss der Vintlerstraße bildet der Ansitz Schrofenstein, ein im Kern mittelalterlicher Bau, der im 17. Jahrhundert umgestaltet und 1898 erneuert wurde. Im Gebäude befinden sich im Jahr 1885 entdeckte Freskenreste aus der Zeit um 1400, welche ritterliche Kampfszenen darstellen, und vermutlich auf die bis 1415 den Ansitz besitzende Familie Vintler zurückgehen. Das Haus gehört der Franz-von-Mayrl'schen Stiftung und beherbergte ab 1826 eine freiwillige Arbeitsanstalt, die auch Spinnhaus genannt wurde. Heute sind darin Wohnungen untergebracht.